# Премия Т. С. Элиота
Премия Т. С. Элиота (англ. T. S. Eliot Prize) — литературная награда, которая с 1993 ежегодно присуждается за лучший сборник новых стихотворений, впервые опубликованный в Великобритании или Ирландии. Её присуждает Общество поэтической книги (Poetry Book Society), созданное Томасом Стернзом Элиотом в 1953. Денежное выражение премии — 15 тыс. фунтов стерлингов.

## Лауреаты премии
- 1993 — Киаран Карсон
- 1994 — Пол Малдун
- 1995 — Марк Доти
- 1996 — Лес Маррей
- 1997 — Дон Патерсон
- 1998 — Тед Хьюз
- 1999 — Хью Вильямс
- 2000 — Майкл Лонгли
- 2001 — Энн Карсон
- 2002 — Алиса Освальд
- 2003 — Дон Патерсон
- 2004 — Джордж Сиртеш
- 2005 — Кэрол Энн Даффи
- 2006 — Шеймас Хини
- 2007 — Шон О’Брайен[англ.]
- 2008 — Джен Хадфилд
- 2009 — Филип Гросс
- 2010 — Дерек Уолкотт
- 2011 — Джон Бёрнсайд
- 2012 — Шерон Олдс
- 2013 — Шинейд Моррисси